# Kheiron

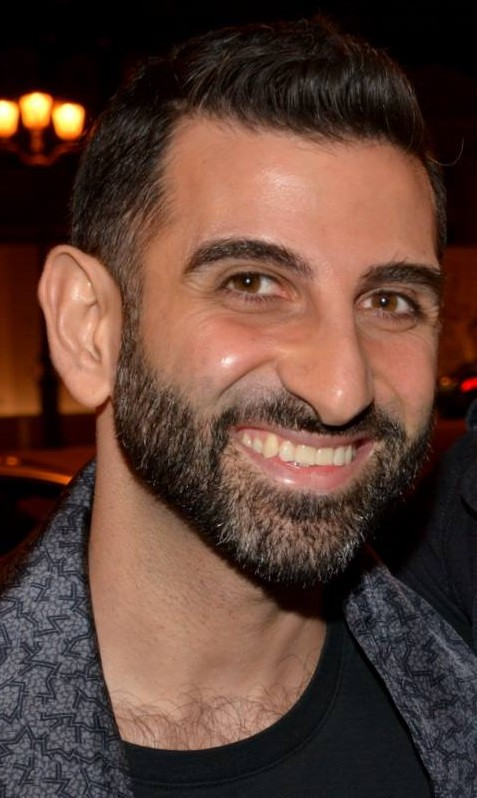
Manouchehr Tabib (Kheiron) im Januar 2016 beim Abendessen anlässlich der César-Verleihung

Manouchehr „Nouchi“ Tabib, Künstlername Kheiron, (geboren am 21. November 1982 in Teheran, Iran) ist ein französischer Komiker, Schauspieler, Drehbuchautor, Regisseur und Rapper iranischen Ursprungs.

## Biografie

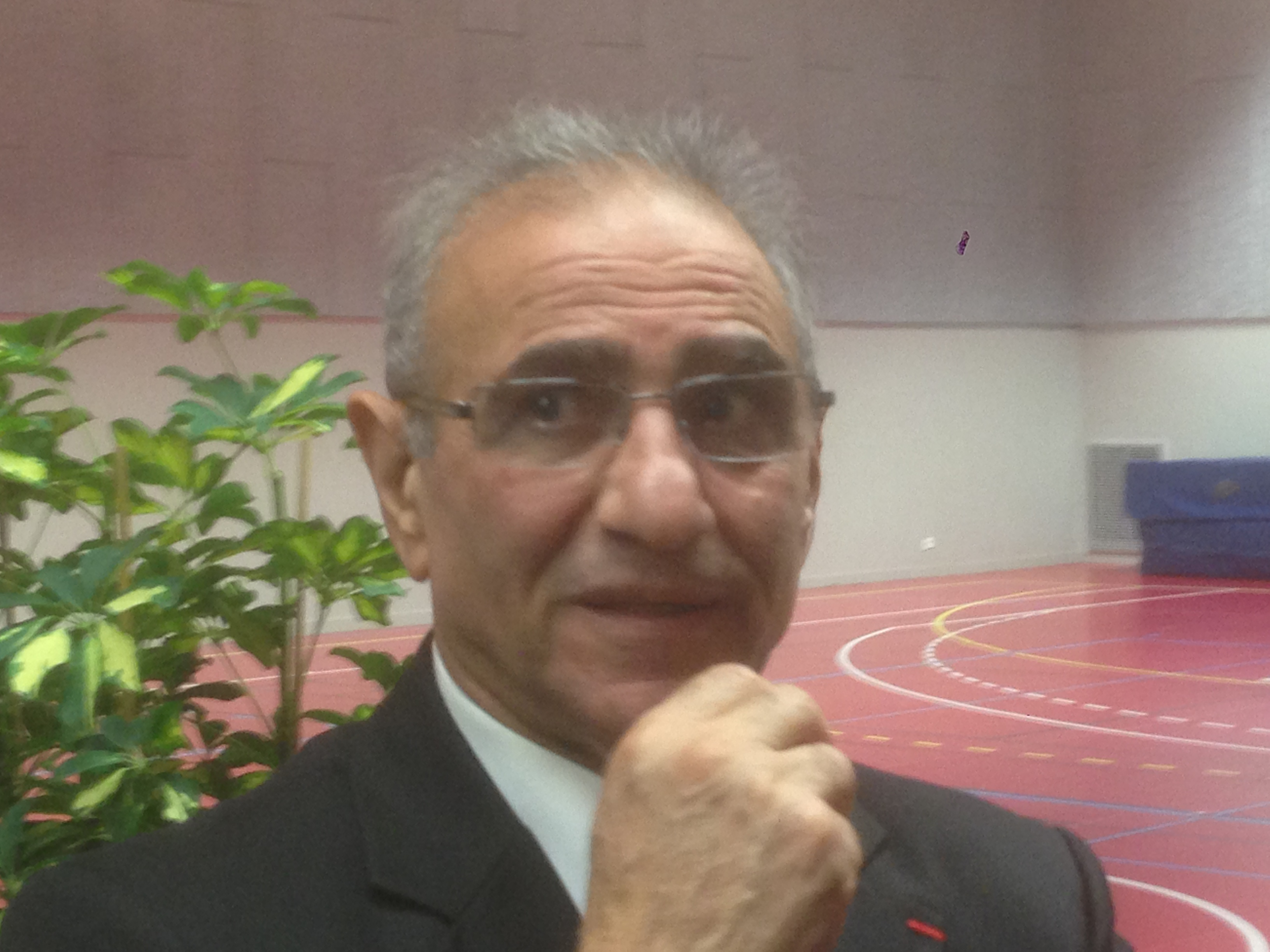
Kheirons Vater, Hibat Tabib, dessen Geschichte in seinem ersten Film Nur wir drei gemeinsam erzählt wird.

Kheiron, Sohn von Hibat Tabib, einem iranischen Juristen, Soziologen und Konfliktexperten, floh im Januar 1984 mit seiner Familie aus dem Iran.
2006 trat er dem Jamel Comedy Club bei, und 2007 schrieb er Kolumnen über die Fernsehshow T’empêches tout le monde de dormir. Im folgenden Jahr spielte Kheiron seine erste Show mit dem Titel Kheiron passe Du Coq à Light, in der er verschiedene Talente spielt: Stand-Up, Slam und Rap. Seinen eigenen Angaben nach, fühlt er sich von Komikern wie Jerry Seinfeld, Dave Chappelle, Eddie Izzard und Chris Rock inspiriert.
Von 2008 bis 2012 arbeitete Kheiron als Pädagoge in einem Projekt mit verlorenen Jugendlichen, um sie dazu zu bringen, ihre Schulausbildung wieder aufnehmen und ihrem Leben eine künstlerische Perspektive zu geben.
2011 gründete er mit einigen Komikerkollegen, insbesondere Kyan Khojandi und Bruno Muschio (Navo), ein komödiantisches Laborprojekt, den Bordel Club. Ähnliche Projekte folgen: das Punchlive au Tabu, der Comedy Strip am Théâtre de Dix heures und im Oktober 2014 der Klub am Sentier des Halles.
In derselben Zeit spielt Kheiron eine Nebenrolle in der Kurzserie Bref, die vom August 2011 bis Juli 2012 im Le Grand Journal auf Canal+ ausgestrahlt wurde.
Ab 2012 trat er in Libre éducation mit seinen Stand-Up Improvisationen auf, zunächst im Théâtre de Dix heures, dann im L'Européen und schließlich von Januar bis Mai 2014 im Alhambra. Kheirons Programm lief 18 Monate am Théâtre de l'Européen in Paris und ist dort damit sowohl das am längsten laufende Programm als auch das umsatzstärkste.
Am 27. März 2013 veröffentlichte Kheiron seine erste Rap EP auf der Website von My Major Company. Deren 8 Titel erschienen am 20. April 2015.
Am 4. November 2015 veröffentlichte er seinen ersten Spielfilm als Regisseur, Drehbuchautor und Hauptdarsteller (neben der weiblichen Hauptrolle Leïla Bekhti), Nur wir drei gemeinsam. Der Film erzählt die Geschichte seiner Familie von seiner Kindheit im Iran über die Zeit des Widerstands gegen den Schah und den Ajatollah Chomeini bis zur Flucht nach Frankreich und den darauffolgenden Schwierigkeiten in einem Pariser Vorort.
Seit dem 30. Juli 2017 ist er mit seiner Partnerin Leila Boumedjane verheiratet.

## Bühnenstücke
Kheiron, en observation von Kheiron
- 2011 im Théâtre Montmartre Galabru, Paris

Kheiron, Libre éducation von Kheiron
- 2012 im Théâtre de Dix Heures, Paris
- 2012–2013 im L'Européen, Paris
- 2014 im L'Alhambra, Paris
- 2016 im République, Paris
- 2017 im Splendid, Lille

## Filmografie

### Fernsehen
- 2011–2012: In der französischen Fernsehserie Bref  von Kyan Khojandi und Bruno Muschio spricht Kheiron die Rolle Ich, die von Kyan Khojandi gespielt wird. In Folge 81 (Bref lui c'est Kheiron) wird der Grund dafür erklärt.
  - 2011:
    - Folge 1, Bref, j'ai dragué cette fille
    - Folge 6, Bref, j'ai trainé sur internet
    - Folge 13, Bref, j'étais coincé dans un ascenseur
    - Folge 16, Bref, je me suis bourré la gueule
    - Folge 24, Bref, j'ai fait un rêve
    - Folge 28, Bref, j'aime bien cette photo

  - 2012:
    - Folge 46, Bref, j'ai 30 ans
    - Folge 56, Bref, j'ai grandi dans les années 90
    - Folge 68, Bref, j'ai passé un coup de fil
    - Folge 70, Bref, j'ai fait une connerie
    - Folge 71, Bref, j'ai fait une soirée déguisée
    - Folge 81, Bref, lui c'est Kheiron
- 2013: Enfin te voilà ! (Fernsehserie), Folge 1

### Kinofilme
- 2013: Große Jungs – Forever Young von Anthony Marciano: Reza Sadeki
- 2015: Nur wir drei gemeinsam von Kheiron: Hibat Tabib (als Schauspieler, Regisseur und Drehbuchautor)[10]
- 2018: Mauvaises Herbes von Kheiron (als Schauspieler, Regisseur und Drehbuchautor)

## Diskografie
- 2014: Entre vos mains